# Condado de Pärnu
El condado de Pärnu (en estonio:  Pärnu maakond) o Pärnumaa es el nombre de uno de los quince condados en los que está dividida administrativamente Estonia. Está situado en la parte suroccidental del país, sobre la costa del golfo de Riga, y limita con los condado de Lääne y Rapla al norte, Järva y Viljandi al este y Letonia al sur. Su capital es Pärnu.
El condado de Pärnu es el mayor condado de Estonia en términos de área.

## Gobierno del condado
Cada uno de los condados de los que se compone el país es regido por un gobernador (en estonio: maavanem), elegido cada cinco años por el gobierno central. Desde el 7 de diciembre de 1993, dicho cargo está en manos de Toomas Kivimägi.

## Municipios
Desde la reforma territorial de 2017, comprende el municipio urbano de Pärnu y los siguientes seis municipios rurales:
- Municipio de Häädemeeste (capital: Häädemeeste)
- Kihnu (capital: Sääre)
- Municipio de Lääneranna (capital: Lihula)
- Municipio de Põhja-Pärnumaa (capitales: Vändra y Pärnu-Jaagupi)
- Municipio de Saarde (capital: Kilingi-Nõmme)
- Municipio de Tori (capital: Tori)